# Dierdorf
Dierdorf est une ville allemande située en Rhénanie-Palatinat, dans l'arrondissement de Neuwied. Dierdorf est également le chef-lieu de la Verbandsgemeinde de Dierdorf.

## Démographie
Le 31 décembre 2015, sa population était de 5 663 habitants pour une densité de 178 hab/km2.

## Jumelages
- Courtisols (France) depuis 1995
- Fountain Hills (États-Unis) depuis 2005[1]